# Волохов, Михаил Игоревич
Михаи́л И́горевич Во́лохов (род. 28 января 1955) — российский и французский драматург, поэт и теоретик театра.

## Биография
Родился 28 января 1955 года в семье учёных. Окончил МГТУ им. Баумана в 1979 году. В 1987 году уехал во Францию, где к Волохову — парижскому иммигранту — пришла литературная и театральная слава. С 1996 года жил преимущественно в России. С 2020 живёт во Франции. Имеет российское и французское гражданство.

## Семья
Имеет дочь Марию 1987 года рождения.

## Театр
Все время возвращаясь к экзистенциальной теме философии убийства, автор, по мнениям многих критиков придерживается стилистики театра абсурда, оставаясь в школе русского предметно-философского письма, выходит на глобальный уровень классической трагедии, соединяя своим творчеством культурные эпохи. Успех к Волохову пришёл в Париже. Его пьеса «Игра в жмурики» "Cache-cache avec la mort" при содействии Эжена Ионеско, с которым Волохов был дружен, была поставлена Бернаром Собелем (Bernard Sobel) с Дени Лаваном (Deni Lavant) и Югом Кестером (Hugues Quester) на французском языке - сначала во Франции, потом на немецком языке - с Армином Роде (Armin Rohde) и Михаилом Вебером (Michail Weber) - в Германии. При этом в Париже Бернар Собель ставил «Игру в жмурики» в формате Трилогии:
1. Чехов (‘The Cherry Orchard’ by Chekhov (1903)) — «Вишневый сад» режиссёр Stéphane André Braunschweig.
2. Бабель — «Мария» (‘Maria’ by Babel (1933)) — режиссёр Бернар Собель.
3. Волохов «Игра в жмурики» (1989) ("Cache-cache avec la mort" de Mikhail Volokhov (1989)) — режиссёр Бернар Собель.

Также "Игру в жмурики" 'Blindekuh' ставил в Швейцарии режиссёр Марко Жиакопуцци (Marco Giacopuzzi).
В программе "ЭХО РОТТЕРДАМА" - фильм «Вышка Чикатило». Михаил Волохов — с бурной, незатихаемой полемикой — снял свой авторский фильм, где Волохов был режиссёром и актёром указанного фильма . Этот фильм «Вышка Чикатило» стал участником XXVII Московского Международного Кинофестиваля.
По пьесе Михаила Волохова «Лесбияночки шума цунами» Миком Саловым был поставлен также спектакль. Костюмы к этому спектаклю создал Вячеслав Зайцев.
По пьесе Михаила Волохова «Пули в шоколаде» режиссёром Владимиром Киммельманом также был поставлен спектакль.
По словам Анатолия Смелянского: 

«Наша драматургия долгие годы прорывалась к какому-то новому контакту с жизнью. Это было затруднено, по всем руслам, собственно, были барьеры: тематические, сюжетные, языковые и т. д. И во всех отношениях надо было какой-то путь пройти — и прорывались наружу какие-то сюжеты, темы. Но здесь, в данном случае я имею в виду пьесу Михаила Волохова „Игру в жмурики“, прорыв идёт именно по всем линиям. Но ярче всего и откровеннее всего в наиболее спорной области — языковой. Хотя мне кажется, что здесь не просто игра дозволенным или попытка прорваться туда, куда сейчас как бы легко прорваться. Нет, это „нет“ — не просто нецензурщина российская — это в характере тех, кто там играет, тех, кто существует — этих людей; это ещё и образ мышления, тип жизни и способ понимать мир. Поэтому, мне кажется, эта пьеса — определённый прорыв к той драматургии, которая рождается сейчас у нас.» 
— Анатолий СМЕЛЯНСКИЙ Советский и российский театральный критик. Доктор искусствоведения. 
Михаил Волохов является членом парижского ПЕН-клуба (с 1995 года), член Союза писателей Москвы (с 1996 года), автор более пятнадцати пьес. Самые первые пьесы Волохова — «Игра в жмурики» и «Вышка Чикатило» — были поставлены в Москве Андреем Житинкиным в 1993 и в 2001 году соответственно с популярными актёрами: Сергеем Чонишвили, Андреем Соколовым, Олегом Фоминым, Дмитрием Марьяновым (Игра в жмурики) и с Даниилом Страховым (Вышка Чикатило).
Как вскрытие нетленных, незаживающих ран нашего общества по пьесе Михаила Волохова «Хроники Макбета» в 2018 году был поставлен одноимённый спектакль Германом Грековым.
Михаил Волохов также автор пьесы «Людмила Гурченко Живая», которую поставил Андрей Житинкин с Галиной Босой. Костюмы к этому спектаклю создал Вячеслав Зайцев.
Также пьесу драматурга Михаила Волохова «Рублёвское сафари нах» собирается поставить совместный спектакль с пьесой «Заключение» Ирины Хакамады режиссёр Андрей Житинкин. 

"Я видела классически скандальные пьесы Михаила Волохова «Лесбияночки шума цунами» и «И в Париж». Это абсолютно серьезное и большое театральное искусство. Его приходит посмотреть молодежь, которая совсем не похожа на молодежь волны бесконечного консюмеризма. Это  страшно интеллектуальная молодежь.
Несмотря на то, что Волохов использует ненормативную лексику, язык Волохова превращается в искусство. Волохов демонстрирует огромное знание языка, чувств, эмоций и характеров. Это не та жуткая речь, которая слышится на улице из уст мимо проходящих бизнесменов. Здесь совсем другое – мат как искусство. Всем известно, что русский мат как искусство существует. В этом нет ничего ханжеского. Но зато сделано великое произведение. Волохов гений."
— Ирина ХАКАМАДА  Политический и государственный деятель, писательница. pravda.ru.
По пьесе Михаила Волохова «И в Париж» Миком Саловым был поставлен одноимённый спектакль. Статья Льва Новожёнова в "Российской газете" - «Хорошо сидим, или Наш ответ Гамлету» - о спектакле по пьесе авангардного драматурга Михаила Волохова «И в Париж» - вызвала большой резонанс не только в театральной среде. 
В одном элитном московском клубе блистательно прочитали новую пьесу драматурга Волохова «Рублёвское сафари нах».
Лев Новожёнов написал статью Тайная вечеря Михаила Волохова.

"Волохов не ругается матом, он на нём пишет. 
С ветхозаветным простодушием автор заставляет нас стать свидетелями гомосексуальных игр двух олигархов, одного нефтяного и другого газового. Затем в сюжете появляются охранник, любитель скотоложства, и проститутка, вызванная обострить ситуацию до такой степени, что сам маркиз де Сад, наверное, сгорел бы от стыда. В конце концов, все погибают, и лишь дама лёгкого поведения выходит победительницей из сексуальной схватки, утверждая торжество вечного женского начала над брутальным мужским и посрамив порнографов всех времён и народов. Некоторым из скандалов, зарождавшихся в узком кругу, суждено было превратиться в «единственно верные и всепобеждающие учения»...  
— Лев НОВОЖЁНОВ  Телеведущий, сатирик. Автор телепрограмм «Времечко». Аргументы Недели, 20.10.2011

## Кино
Авторский фильм Михаила Волохова по его же пьесе «Вышка Чикатило» (2005) стал участником XXVII Московского международного кинофестиваля в программе «Альтернативное российское кино» и фестиваля «Авангардного кино» в Ницце (2007).

## Драматургия
- «ВЕЛИКИЙ УТЕШИТЕЛЬ».[22]

Сочинения/Москва, «КИТОНИ», 2015. — 672 с.
Дизайн обложки — Мария Волохова
- Волохов — Великий Утешитель (Мнение Ирины Хакамады) (о новом томе 18-ти пьес Михаила Волохова).
- Олег Фомин к Михаилу Волохову: «Ты Гений! И это очень приятно! Пиши комедию. Пиши сценарий. Там, сейчас, полно!»

## Произведения
- Игра в жмурики
- Людмила Гурченко Живая
- Хроники Макбета — короли подъезда
- Рублевское сафари нах
- Лесбияночки шума цунами
- И в Париж
- Вышка Чикатило
- Непорочное зачатие
- Великий утешитель
- Диоген. Александр. Коринф.
- Килиманджаро на губах твоих
- Голый снег небрежно нежный
- Компаньонка
- Сорок восьмой градус солнечной широты
- Пули в шоколаде
- Палач его величества
- La nature (сказка)